# 中村川 (横浜市)
中村川（なかむらがわ）は、神奈川県横浜市南区から中区にかけて流れる河川で、大岡川の分流である。

## 概要
中村川は、二級河川・大岡川の分流であり、横浜市南区の蒔田公園横にある花之木出入口の下で、大岡川から分岐する。その後、南区中村町付近の池下橋で、明治時代に人工的に造られ、根岸湾まで流れる堀割川が分流する。その後、山手地区の山の北側に沿うように流れ、最後には、山下公園の横にある山下橋で横浜港に注ぐ。
西の橋付近より下流の元町と山下町との間は堀川とも呼ばれる。
周辺には、よこはまばし商店街や元町商店街、横浜中華街など繁華街があり、山下公園や港の見える丘公園など、観光地にも囲まれている。しかし、川の上を首都高速が走っているため、薄暗く、川は閑散とした場所になっている。

## 歴史
中村川と大岡川本流にはさまれた低地は江戸時代初期まで、現在の桜木町付近で海につながる釣鐘状の入り江であり、その後埋め立てられて吉田新田となった。中村川（堀川を除く上流部）は吉田新田の南端に作られた川である。新田内のいくつかの川とつながっていたが、これらの川は明治から戦後にかけて埋め立てられ中村川だけが残った。
関内東部はもともと南側から伸びる砂州であった。1860年（横浜開港の翌年）に運河として現在の堀川が開削され、関内は水路により周囲と切り離された。

## 船舶
昔から、中村川や大岡川の河口付近には、主に港の沖に錨を下ろす外国船の貨物を荷揚げする仕事を担う船上生活者が多くいた。そのため、山下町には、船上生活者の子供向けに、1942年、「日本水上学校」が開校。その後、何度も場所を移し、1947年の閉校の際には、山手に存在した。閉校後は、聖坂養護学校に引き継がれた。
第二次世界大戦後にも、長らく船上生活者の小屋が多数浮かんでおり、船上スラム街となっていた。その後もギャラリーやバーなど、様々な船が川に浮かび、横浜の名物の1つにもなっていた。これらの船の多くは、沈没したり撤去されたりしたが、例外として、映画を上映し、宿泊施設としても使われていた「船の休憩所・北斗星」は、営業を続けていた。後に管理者が死去し、船は廃墟として係留されていたが、撤去された。1981年には、川に係留されていた木造ダルマ船を改装し、「横浜ボートシアター」が開業。このダルマ船は沈没したが、劇団は活動を続けている。
現在でも、過去の名残として、いくつかの不法係留物件が並んでおり、なかでも、西の橋付近に係留されているバージ船は、最もよく知られている。神奈川県が、不法係留に対する告示看板を設けている。
2020年4月に最後のバージ船も撤去された。

## 交通
川の上には、首都高速神奈川3号狩場線が走っており、西の橋付近の石川町ジャンクションでは、首都高速神奈川1号横羽線と合流する。また、JR根岸線の石川町駅も川の上に存在し、元町口と中華街口が川を挟むかたちで設置されている。横浜高速鉄道みなとみらい線の元町・中華街駅も2004年、川の下に開業した。

## 橋梁
中村川に架かる主要な橋。
（大岡川）
- 吉野橋
- 共進橋
- 日枝橋
- 睦橋
- 池下橋
- 久良岐橋
- 道場橋
- 三吉橋
- 東橋
- 車橋
- 亀の橋
- 西の橋
- 前田橋
- 谷戸橋
- 山下橋

（横浜港）